# Scharfeneck (Mannersdorf)
Scharfeneck je hradní zřícenina, ležící v Přírodním parku Mannersdorf-Wüste severně od dolnorakouského města Mannersdorf am Leithagebirge v nadmořské výšce 347 metrů. Společně s okolním přírodním parkem je zřícenina v majetku Österreichische Bundesforste (Rakouské spolkové lesy).

## Historie
Počátky hradu se připisují do 11. století; nejsou však písemně doloženy. Jméno hradu je odvozeno nejspíše od uherského šlechtického rodu Scharfeneckerů, kteří dosáhli kolem roku 1400 v Uhrách svého mocenského vrcholu. Jedním z majitelů byl Johann z Scharpenecku, kastelán hradu Landskron. Hrad se nacházel na rakousko-uherské hranici, a proto byl dějištěm nemála potyček mezi rakouskou a uherskou šlechtou. Z hradu byl vhodný výhled od Vídeňské pánve až k vídeňském lesu. Roku 1396 přepadli Bad Deutsch-Altenburg a o čtyři roky později i Trautmannsdorf an der Leitha. Roku 1408 zaútočili Trautmannsdorfové odvetně na Scharfeneckery, kteří se jim v roce 1412 krvavě pomstil v bitvě u Edelsthalu a Deutsch-Haslau.
Kolem roku 1417 Scharfeneckerové nejspíše vymřeli a hrad, označovaný jako Neuscharfeneck, se dostal do královského majetku Zikmunda Lucemburského. Dle trendů francouzského hradního stavitelství byl hrad králem přestavěn a pronajímán různým šlechticům (např. Řádu svatého Jiřího z Korutan). Matyáš Korvín, který hrad nazýval Ecleszeg, ho ve 2. polovině 15. století prodal Ulrichu z Grafenecku za 6000 zlatých, který nechal hrad opevnit. Roku 1493 přešel hrad do habsburské državy pod císařem Maxmiliánem I. Za vlády Ferdinanda I. v roce 1555 zasáhl hrad ničivý blesk. I přes pokusy o obnovu hradního areálu, se stal neobývaným a zcela zpustl, jelikož se z pohraniční pevnosti stal bezvýznamný hrad uprostřed habsburského území.
Během druhého tureckého obléhání Vídně v roce 1683 se hradní zřícenina stala útočištěm pro místní sedláky. I přestože je polorozpadlé hradní hrady uchránily a sedláci se Turkům nevzdali, bylo na tři tisíce schovaných místních sužováno hladem a špatnými hygienickými podmínkami.
Po vyplenění hradního areálu Kuruky mezi léty 1704–1708, kdy hrad stal opět útočištěm místních sedláků, se definitivně stává ruinou, postupně se ztrácející v lesním porostu.

## Současnost
Z hradu se kompletně dochovala 7 až místy 10 metrů vysoká hradba, zvýšená v letech 1558–1568, na níž probíhal ochoz. Před hradbami se nacházely valy, na severní a východní straně i 4 až 5 metrů hluboký příkop. V severním nároží stojí pozůstatky bastionu se střílnami. Dochovaná pozdně gotická okna jsou datovaná do 1. poloviny 15. století. Plocha nádvoří, uprostřed níž se tyčí dříve 24 metrů vysoký, kruhový, samostatně stojící bergfried, jehož výška dnes činí pouhých 7 metrů, je zasypána stavební sutí. Bergfried se zřítil po zásahu blesku roku 1555 a již nebyl nikdy obnoven, avšak se z něj zachovala část točitého schodiště v přistavěné schodišťové věži Po jedním z hradních sálů, který je někdy špatně označován za vězení, se nachází cisterna. Hrad leží na pozemcích, jež jsou ve vlastnictví rakouské státní akciové společnosti Österreichische Bundesforste, a není oficiálně přístupný veřejnosti, ani k němu nevede žádná značená turistická trasa.